# باتريسيو كارفاغال
باتريسيو كارفاغال هو عسكري ودبلوماسي وسياسي تشيلي، ولد في 16 يوليو 1916 في سانتياغو في تشيلي، وتوفي بنفس المكان في 15 يوليو 1994 بسبب إصابة بعيار ناري. نشط حزبياً في Independent Democratic Union ‏. وقد انتخب minister of National Defence of Chile ‏ (15 ديسمبر 1982 – 11 مارس 1990) وانتخب minister of National Defence of Chile ‏ (12 سبتمبر 1973 – 11 يوليو 1974) وانتخب وزير الشؤون الخارجية في تشيلي ‏ (11 يوليو 1974 – 14 أبريل 1978).